# Rukometni Klub Nexe Našice
Maillots
Le RK Nexe Našice est un club masculin de handball situé à Našice en Croatie. A partir de 2011, il évolue en Ligue SEHA.

## Historique
Fondé en 1959, sous le nom de RK Partizan. Le club joue son premier match officiel face au club slovène du RK Polet en 1960 
Par après, le Partizan prend successivement les noms, "NAŠK", "Kobra Jeans" ou simplement "RK Našice". En 2006, le groupe Nexe devient sponsor principal du club qui prend alors le nom de RK Nexe Našice ou de RK Nexe.
Et depuis, les résultats sont prometteurs puisque le club est à chaque fois dauphin du grand RK Zagreb depuis la saison 2008/2009 et participe donc à la Ligue SEHA, défiant donc les meilleurs clubs de Serbie, de Slovaquie, de Biélorussie, de Macédoine, de Bosnie-Herzégovine, du Monténégro ou encore de Hongrie, ainsi le RK Nexe finit cinquième lors de la saison 2011/2012, septième lors de la saison 2012/2013 et une nouvelle fois sixième lors de la saison 2013/2014.
À noter que sur le plan internationale, le club joua chaque à fois, depuis 2008, en Coupe de l'EHF (C3), son meilleur parcours est certainement lors de la saison 2011/2012 où Našice arriva jusqu'en seizièmes de finale où après avoir battu le club monténégrin du HC Sutjeska Niksic, puis les turcs du Beşiktaş JK, le club tomba face au club allemand du SC Magdebourg où il perdit sur un score de 54 à 53 (33-31;21-22).

### Parcours depuis 2007
| Saison    | Division      | Place | Ligue SEHA | Europe             |
| --------- | ------------- | ----- | ---------- | ------------------ |
| 2007-2008 | Premijer Liga | 3e    | -          | -                  |
| 2008-2009 | Premijer Liga | 2e    | -          | EHF:3e tour        |
| 2009-2010 | Premijer Liga | 2e    | -          | EHF:3e tour        |
| 2010-2011 | Premijer Liga | 2e    | -          | EHF:3e tour        |
| 2011-2012 | Premijer Liga | 2e    | 6e         | EHF:1/16 de finale |
| 2012-2013 | Premijer Liga | 2e    | 7e         | EHF:2e tour        |
| 2013-2014 | Premijer Liga | 2e    | 6e         | EHF:3e tour        |
| 2014-2015 | Premijer Liga | -     | -          | -                  |

## Palmarès
- Championnat de Croatie : 
  - Deuxième (14) : 2009, 2010, 2011, 2012, 2013, 2014, 2015, 2016, 2017, 2018, 2019, 2021, 2022, 2023

- Coupe de Croatie : 
  - Finaliste (5) : 2015, 2017, 2018, 2021, 2022

## Personnalités liées au club
- Matjaž Brumen (en) : depuis 2018
- Can Çelebi : de 2014 à 2015 et 2018 à 2019
- Jure Dolenec : depuis 2025
- Šime Ivić : de 2012 à 2014
- Halil Jaganjac (en) : de 2018 à 2022
- Pavle Jurina (en) : de 1972 à 1976
- Krešimir Kozina (en) : de 2011 à 2013
- Dominik Kuzmanović : de 2020 à 2024
- Fahrudin Melić : depuis 2021
- Ivan Slišković : de 2011 à 2013
- Mate Šunjić : de 2010 à 2013
- Tomi Vozab : de 2012 à 2013 et 2018 à 2021
- Vedran Zrnić : de 2015 à 2019